# Benjamin Matlack Everhart
Benjamin Matlack Everhart (ur. 24 kwietnia 1818 w West Chester, zm. 22 września 1904 tamże) – amerykański mykolog.
B.M. Everhart był kupcem. W West Chester w Pensylwanii miał bardzo dobrze prosperujący sklep wielobranżowy, dzięki któremu stał się jednym z najbogatszych ludzi w tym mieście. Od dzieciństwa fascynował się botaniką. W 1880 roku nawiązał współpracę z mykologiem Jobem Bicknellem Ellisem. Kontynuował ją aż do śmierci zapewniając Ellisowi dostęp do swojej obszernej biblioteki mykologicznej oraz finansowanie wspólnie wydawanych publikacji. Razem z Ellisem opisali wiele nowych gatunków grzybów. Dwie najważniejsze, wspólne ich publikacje to North American Fungi (1881) i North American Pyrenomycetes (1892). Razem też zebrali dużą kolekcję eksykatów grzybów „Fungi Columbiani”. Wspólnie z A. Kellermanem założyli czasopismo Journal of Mycology (później zmieniło nazwę na Mycologia).
W naukowych nazwach utworzonych przez niego taksonów dodawany jest skrót jego nazwiska Everh. Uczczono go nadając nazwę rodzajowi grzybów Everhartia oraz wielu gatunkom grzybów.